# Pfarrkirche Sankt Erhard in der Breitenau

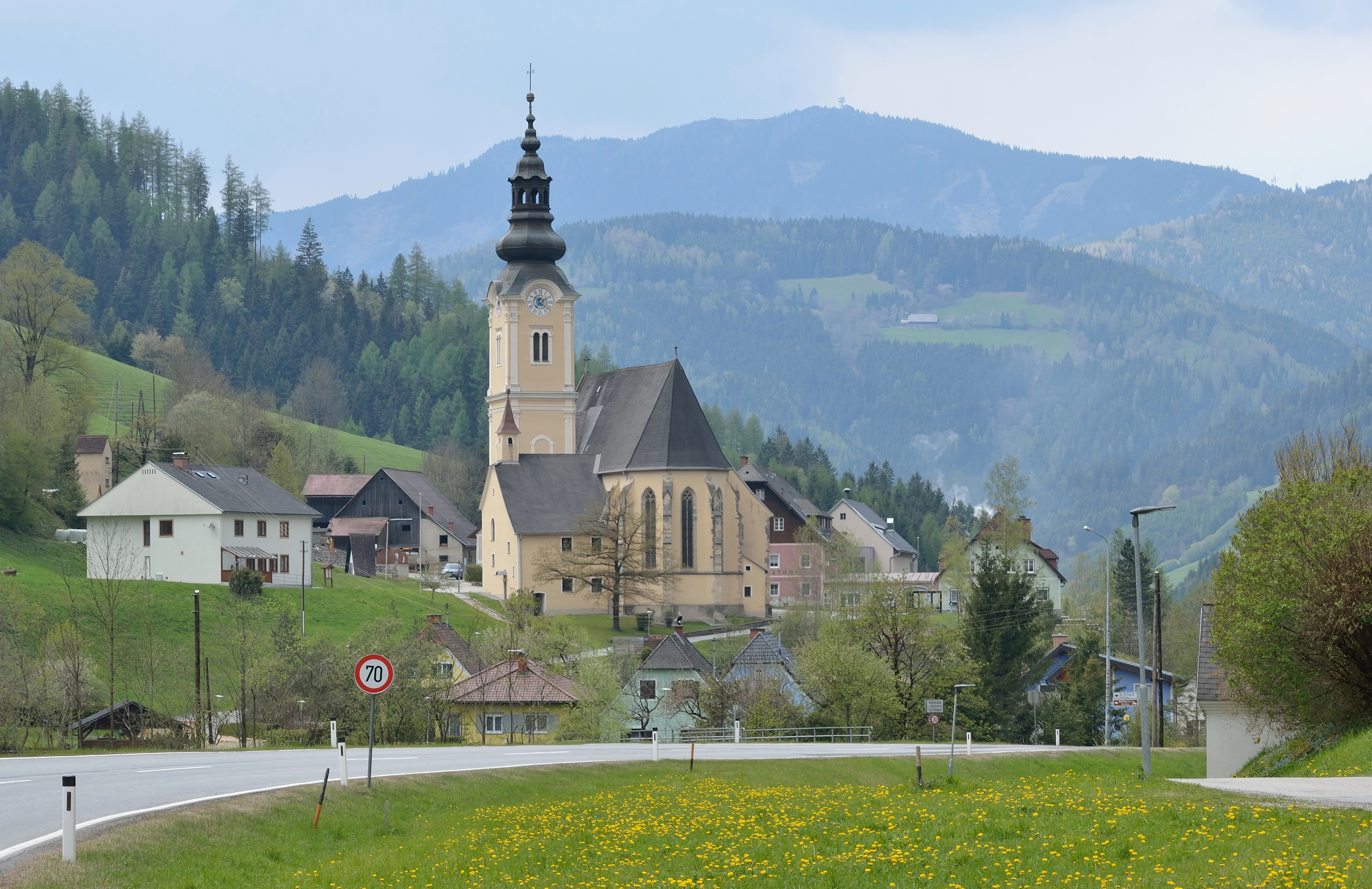
Kath. Wallfahrts- und Pfarrkirche hl. Erhard in Sankt Erhard in der Breitenau

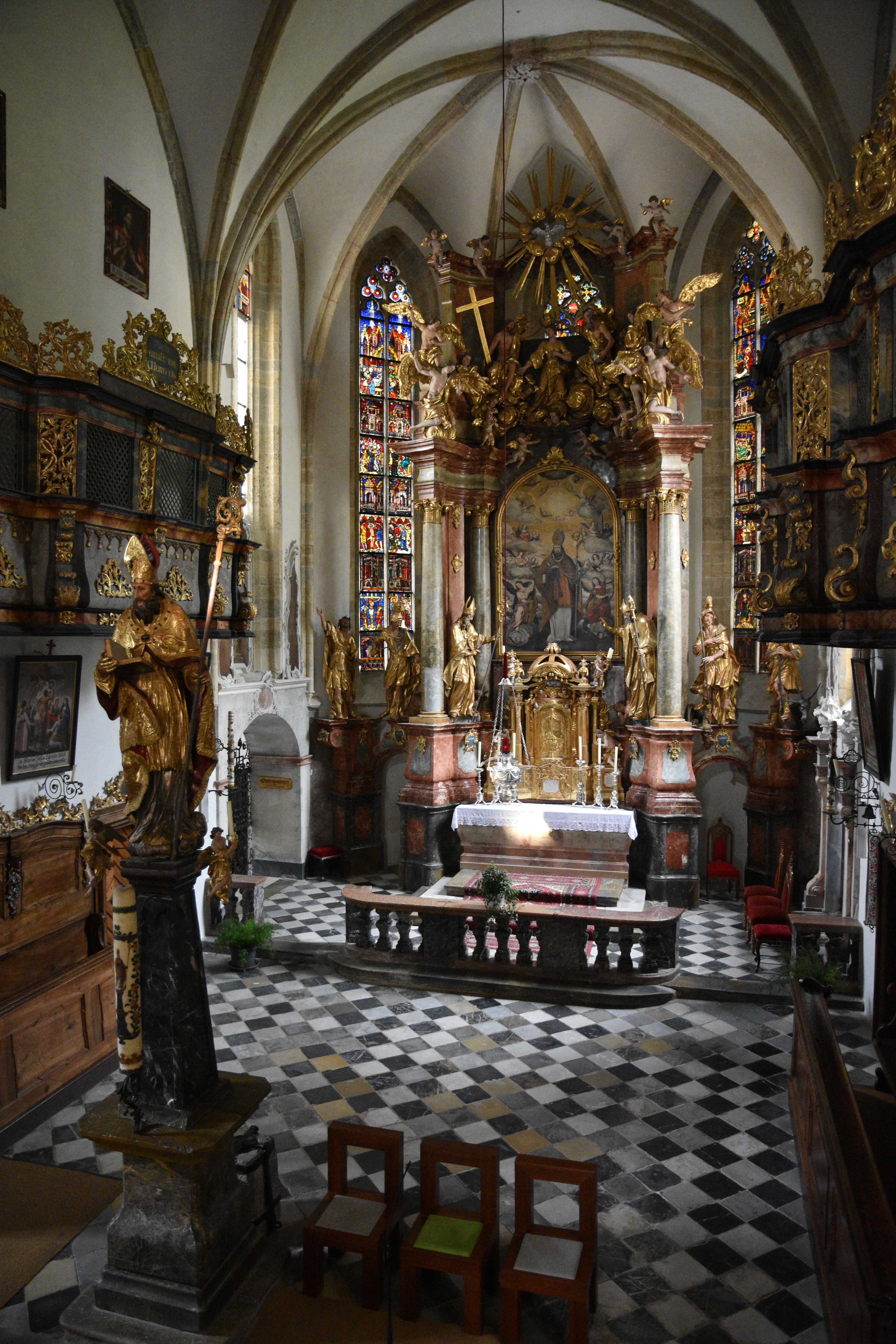
Die Innenansicht der Kirche

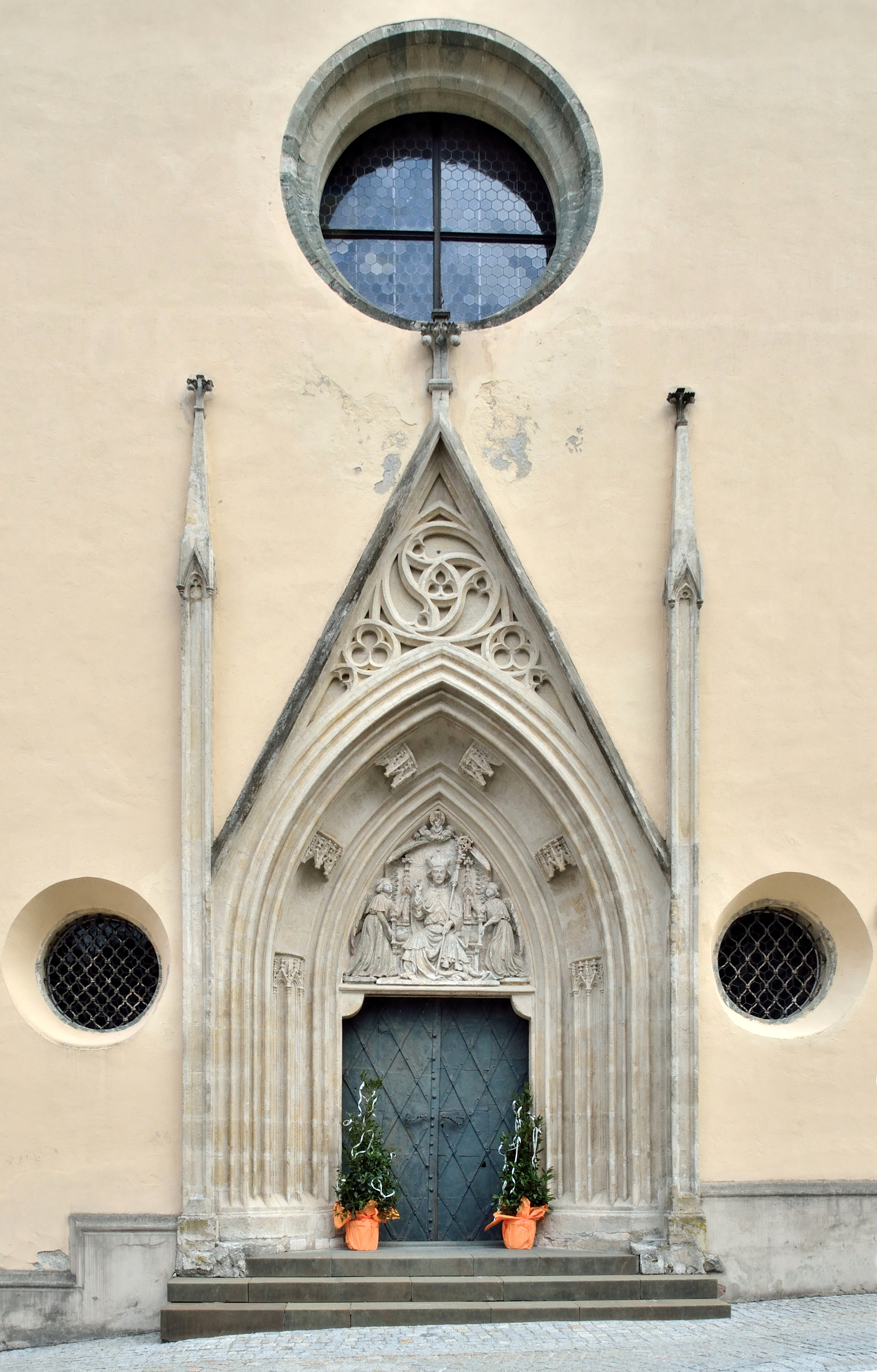
Portal

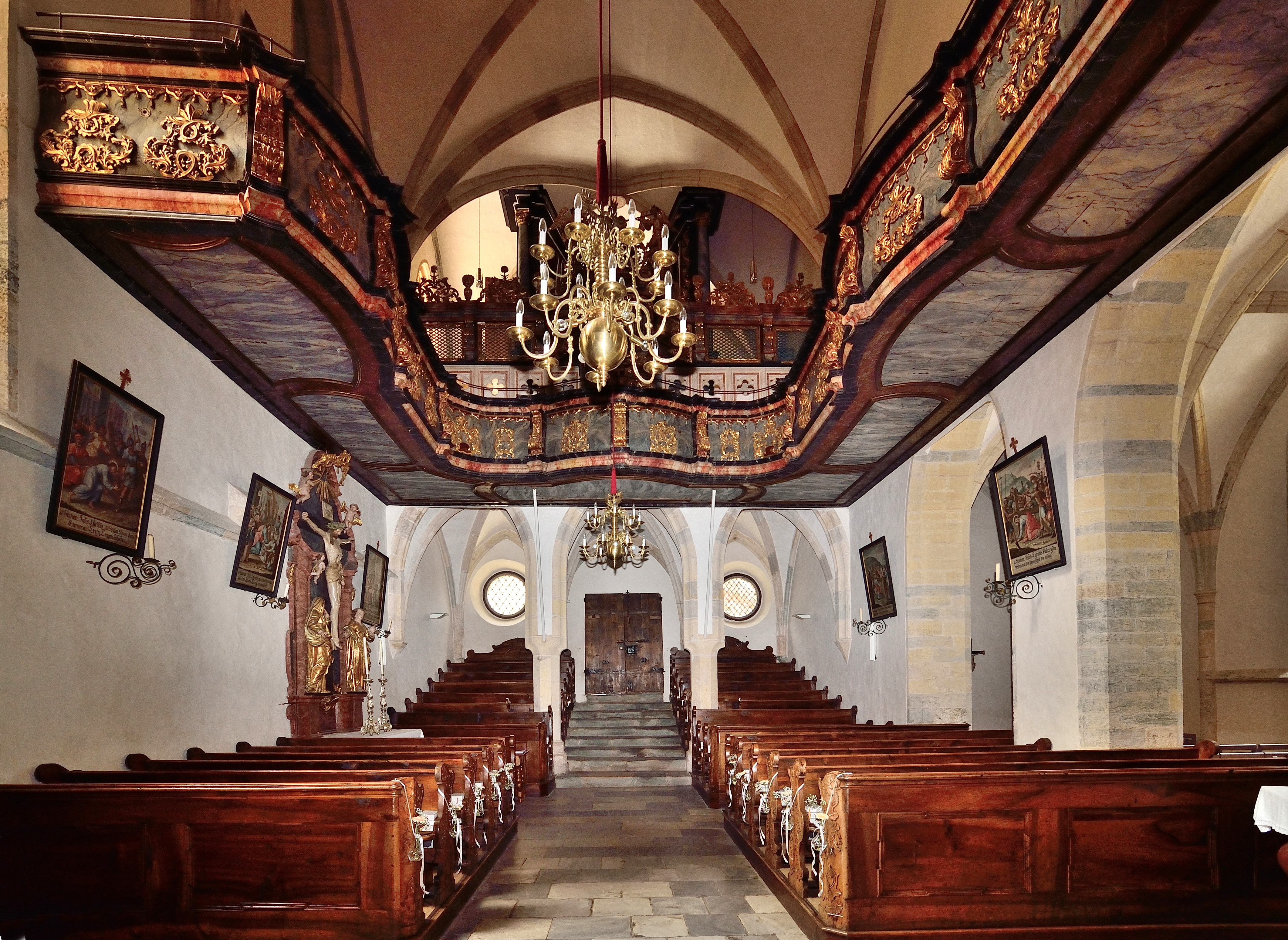
Empore

Die römisch-katholische Wallfahrts- und Pfarrkirche Sankt Erhard in der Breitenau steht im Ort Sankt Erhard in der Breitenau in der Marktgemeinde Breitenau am Hochlantsch im Bezirk Bruck-Mürzzuschlag in der Steiermark. Die Pfarrkirche hl. Erhard gehört zum Dekanat Bruck an der Mur in der Diözese Graz-Seckau. Die Kirche und der ehemalige Friedhof stehen unter Denkmalschutz.

## Geschichte
Nach 1200 bestand eine kleine romanische Kirche, wovon Mauerteile in den Langhauswänden erhalten sind. Ende des 13. Jahrhunderts bis zur Mitte des 14. Jahrhunderts erfolgte ein gotischer Neubau. Eine Wallfahrtskirche wurde 1396 urkundlich genannt. Im Barock wurde die Kirche mit Anbauten erweitert. Die Kirche wurde 1760 zur Pfarrkirche erhoben. 1952 fand eine Außenrestaurierung, 1961/1962 eine Innenrestaurierung statt.

## Architektur
Die Kirche ist ein qualitätsvoller früh- und hochgotischer Kirchenbau. Das dreijochige Langhaus wurde im Ende des 13. Jahrhunderts mit einem dazugebauten nördlichen Seitenschiff – später Erhardikapelle – mit zwei quadratischen Jochen und einem Fünfachtelschluss ergänzt. Die Einwölbung der Kirche erfolgte einheitlich mit Kreuzrippengewölben auf Pyramidenkonsolen bzw. Rund- und Bündeldiensten auf Kelchkapitellen. Die Schlusssteine sind verziert, besonders im Chor. An der Nordseite des Chores steht eine quadratische zweigeschoßige Sakristei mit einem Kreuzrippengewölbe, mit massivem Mauerwerk, weil ehemals als Turm geplant. Unter dem Überbau der Sakristei bzw. der Leonhardkapelle befindet sich seit 1994 das vom weststeirischen Bildhauer Alfred Schlosser geschaffene Erhardibründl aus Salla-Marmor.

## Ausstattung
Die Kirche hat eine reiche Barockeinrichtung. Den Hochaltar mit einem vorschwingenden Säulenaufbau und Umgangsportalen baute Philipp Jakob Straub (1744/1746). Den Tabernakel schuf Jakob Peyer (1792). Das Hochaltarbild hl. Erhard zeigt die Signatur H. G. 1646.

## Orgel

### Die Orgel bis 1964
Eine Besonderheit der Ausstattung der Wallfahrtskirche St. Erhard stellt die Orgel dar. Das Gehäuse lässt sich auf 1682 oder sogar früher datieren, der Erbauer ist unbekannt. Klar ist, dass das Gehäuse aufgrund seiner Maße nicht für diesen Kirchenraum, sondern für einen weitaus größeren, bestimmt war. Nahe liegt, dass es sich dabei um die Stiftskirche des Stift Vorau handelt, da dort der aus Tirol stammende Grazer Orgelbauer Andreas Schwarz 1726 eine neue Orgel baute, das alte Gehäuse aber abtrug und einlagerte, um es später wieder zu verwenden.
Eine Inschrift an der Hauptwerkswindlage belegt den Neubau im alten, wieder aufgebauten Gehäuse im Jahr 1722. Die zunächst mit einem Manual und Pedal errichtete Orgel wurde 1782 von Franz Xaver Schwarz, dem Enkel von Andreas Schwarz, um ein Rückpositiv erweitert. Die zunächst im Hauptgehäuse untergebrachte Spieltafel wurde aufgelassen, ein neuer Spieltisch an das Rückpositiv angebaut. Diese Orgel bestand bis 1964, war zuletzt aber schon in einem desolaten Zustand. Die Orgel hatte bis dahin folgende Disposition:
| I Hauptwerk (1722) CDEFGA–c3 |               |       |
| 1.                           | Principal     | 8′    |
| 2.                           | Flöte         | 8′    |
| 3.                           | Copel         | 8′    |
| 4.                           | Octav         | 4′    |
| 5.                           | Flöte         | 4′    |
| 6.                           | Quint         | 3′    |
| 7.                           | Superoctav    | 2′    |
| 8.                           | Mixtur III-IV | 1 ⁄3′ |
| 9.                           | Cimbel II     | 1′    |

| II Rückpositiv (1782 ergänzt) CDEFGA–c3 |           |    |
| 13.                                     | Copel     | 8′ |
| 14.                                     | Flöten    | 4′ |
| 15.                                     | Principal | 2′ |

| Pedal (1722) CDEFGA–a0 |             |              |
| 10.                    | Subbaß II   | 16′ + 5 1⁄3′ |
| 11.                    | Octavbaß II | 8′ + 4′      |
| 12.                    | Octav II    | 4′ + 2′      |

- Koppeln: II/I Schiebekoppel

### Die Orgel seit 1964
1964 wurde die Orgel durch die Orgelbauer Gebrüder Krenn (Graz) erheblich umgebaut. Sämtliche Metallpfeifen sowie die Rückpositivlade mit angebautem Spieltisch wurden entfernt und sind nicht erhalten. Die vier fehlenden Halbtöne der unteren Oktave des Hauptwerkes wurden ergänzt, die Rückpositivlade mit neuem wieder angebauten Spieltisch errichtet. Sämtliche Metallpfeifen wurden erneuert. Diese Umbauarbeiten machten die Orgel wohl zu einer der bedeutendsten Barockorgeln der Zeit, davon zeugen besonders zwei Schallplatteneinspielungen sowie Radio-Übertragungen aus St. Erhard. In den letzten Jahren verschlechterte sich der Zustand der Orgel zusehends. 2018 wurde sie daher von einem slowenischen Orgelbauer gereinigt und technisch instand gesetzt.
| I Hauptwerk C–c3 |               |       |
| 1.               | Principal     | 8′    |
| 2.               | Gedackt       | 8′    |
| 3.               | Weidenpfeife  | 8′    |
| 4.               | Octav         | 4′    |
| 5.               | Flöte         | 4′    |
| 6.               | Quinte        | 2 ⁄3′ |
| 7.               | Superoctav    | 2′    |
| 8.               | Mixtur III-IV | 1 ⁄3′ |
| 9.               | leer          |       |

| II Rückpositiv C–c3 |             |    |
| 10.                 | Copula      | 8′ |
| 11.                 | Principal   | 4′ |
| 12.                 | Coppelflöte | 4′ |
| 13.                 | Octav       | 2′ |
| 14.                 | Zimbel III  | 1′ |
| 15.                 | Krummhorn   | 8′ |

| Pedal C–d1 |                |     |                   |
| 16.        | Subbaß         | 16′ |                   |
| 17.        | Principalbaß   | 8′  |                   |
| 18.        | Rauschwerk III | 4′  |                   |
| 19.        | Octavbaß       | 4′  | (Vorabzug aus 18) |
| 20.        | Fagott         | 16′ |                   |

- Koppeln: II/I, I/P, II/P als Tritte
- Spielhilfen: Mixtur an/ab für Hauptwerk

## Glocken
Die Kirche besitzt eine 1710 von Florentin Streckfuß in Graz gegossene Glocke.